# Новиково (Сахалинская область)
Новико́во — село в Корсаковском городском округе Сахалинской области России, в 76 км от районного центра.

## География
Находится на Тонино-Анивском полуострове, на берегу залива Анива, в 76 километрах к юго-востоку Корсакова. К северу от села в Анивский залив впадает река Чиркова, в пределах села находится устье реки Новикова.

## Название
Новиково стоит на двух реках — на первых японских картах периода Карафуто они назывались Ко-яман-бэцу («Малый-яман-река», речка Малый Яман) и О-яман-бэцу (речка Большой Яман). Все эти названия изначально айнские. У айнов «бец» (как и «най») означало «вода». Прибрежные посёлки назывались обычно по именам рек.
В 1912 году, когда всем присвоили японские названия, один посёлок стал Ко-яман яп. 小弥満, второй — просто Яман яп. 弥満. Не исключено, что старое айнское название Оямамбэцу яп. 大弥満別 могло где-то сохраняться и использоваться в быту. Тем не менее, на картах его не было.

## История
Согласно отчётам лейтенанта Н. В. Рудановского 1853—1854 гг., на территории современного поселения находились два айнских селения: Яаамбы (устье реки Чиркова) и Наюкутуру (устье реки Новикова).
В 1905 году территория завоёвана (вкупе со всем Южным Сахалином) Японской империей.
До 1945 года принадлежало японскому губернаторству Карафуто и называлось Оямамбэцу (яп. 大弥満別).
После передачи Южного Сахалина СССР село 15 октября 1947 года получило современное название — в честь крейсера Новик.
В 1965 году село Новиково стало рабочим посёлком.
Постановлением Администрации Сахалинской области от 26.04.2004 № 50-па посёлок Новиково преобразован в село Новиково.
Имеется средняя школа, преподающая следующие уровни образования:
- начальное общее образование (4 года);
- основное общее образование (5 лет);
- среднее общее образование (2 года).

## Достопримечательности
В 7 км к востоку от села находятся искусственные озёра с необычным цветом воды (затопленные заброшенные карьеры, где в советское время добывали уголь с содержанием элемента германий). Необычный цвет объясняется растворением в водах сульфосолей-германатов.
В 25 км к северо-востоку от села находится государственный комплексный памятник природы регионального значения «Бухта Чайка» — это богатый водной растительностью залив (северная и южная границы памятника природы проходят по мысам Грозный и Спокойный).

## Население
| 1925 | 1935  | 1970 | 1979  | 1989  | 2002 | 2010 |
| ---- | ----- | ---- | ----- | ----- | ---- | ---- |
| 1291 | ↗3135 | ↘961 | ↗1229 | ↗1279 | ↘853 | ↘565 |
| 2013 | 2021  |      |       |       |      |      |
| ↘513 | ↗595  |      |       |       |      |      |

По переписи 2002 года население — 853 человека (435 мужчин, 418 женщин).

## Люди, связанные с селом
- Ясуносукэ (айнское имя Яёманэку) Ямабэ (Яманобэ)[яп.] — айнский участник Японской антарктической экспедиции, в которой он был погонщиком собак. Также был информатором для Бронислава Пилсудского по айнскому фольклору и японской разведки — по передвижениям русских войск на Сахалине в годы русско-японской войны[21].